# Джиффоні-Валле-П'яна
Джиффоні-Валле-П'яна (італ. Giffoni Valle Piana) — муніципалітет в Італії, у регіоні Кампанія,  провінція Салерно.
Джиффоні-Валле-П'яна розташоване на відстані близько 250 км на південний схід від Рима, 60 км на схід від Неаполя, 15 км на схід від Салерно.
Населення — 12 035 осіб (2014).

## Демографія
Населення за роками:

Станом на 1 січня 2023 року в муніципалітеті офіційно проживало 318 іноземців з 35 країн, серед них 189 громадян країн Євросоюзу та 46 громадян України.

## Сусідні муніципалітети
- Ачерно
- Кальваніко
- Джиффоні-Сеї-Казалі
- Монтекорвіно-Пульяно
- Монтекорвіно-Ровелла
- Монтелла
- Понтеканьяно-Фаяно
- Салерно
- Сан-Чипріано-Пічентіно
- Серино